# ジョン・バジロン
ジョン・バジロン（英語: John Basilone、1916年11月4日 - 1945年2月19日）は、アメリカ合衆国の海兵隊員。
アメリカ陸軍に入隊しフィリピンに赴任した後1940年に海兵隊に入隊し、訓練の後キューバ・グアンタナモ湾を経てソロモン諸島ガダルカナルに配属された。1942年10月のガダルカナルの戦いは15名いたバジロンの部隊でも生き残ったのはバジロンの他2名だけという激戦であったが、バジロンは3日間にわたる戦闘で約3,000名の日本兵を撃退する功績を挙げ、名誉勲章を受勲した。1945年2月19日、硫黄島の戦いで戦死し、死後海軍十字章とパープルハート章を贈られた。
第二次大戦期の海兵隊員で名誉勲章、海軍十字章とパープルハート章の三つすべてを受章したのはバジロンだけであり、死後その功績を称えて道路や軍の施設、駆逐艦の名前などにバジロンの名がつけられた。

## 生い立ち
1916年11月4日、ニューヨーク州バッファローに10人兄弟の6番目の子として生まれた。父サルバトーレ・バジロンは1903年にナポリからアメリカに移民しニュージャージー州ラリタンに住んでいた。母ドーラ・ベンチヴェンガは1889年生まれでニュージャージー州マンビル育ちであるが、両親カルロとカトリーナはナポリからの移民であった。サルバトーレとドーラの2人は教会で知り合い、出会ってから3年後に結婚した。バジロンはニュージャージー州ラリタン・タウン（現在のラリタン区）で育ち、セント・バーナード教区学校に通っていたが、15歳で中等部を卒業した後高校には行かなかった。

## 軍歴
軍に入る前は地元のカントリークラブでゴルフのキャディをして働いていた。1934年にアメリカ陸軍に入隊し、3年間の兵役服務期間をフィリピンで過ごしたが、そこではボクシングのチャンピオンであったという。帰国してからはメリーランド州ライスターズタウンでトラック運転手の職を得たが、数カ月働いた後マニラに戻りたくなり、陸軍にいるよりは早くマニラに行けるだろうと海兵隊に入隊することにした。1940年7月、メリーランド州ボルチモアで海兵隊に入隊し、クワンティコ海兵隊基地およびニューリバー海兵隊航空基地での訓練の後、パリスアイランド海兵隊新兵訓練基地で新兵訓練を受けた。その後キューバのグアンタナモ湾を経て、第1海兵師団第7連隊第1大隊D中隊（ドッグ・カンパニー）に配属されソロモン諸島ガダルカナルへ赴任した。
　　

### ガダルカナル

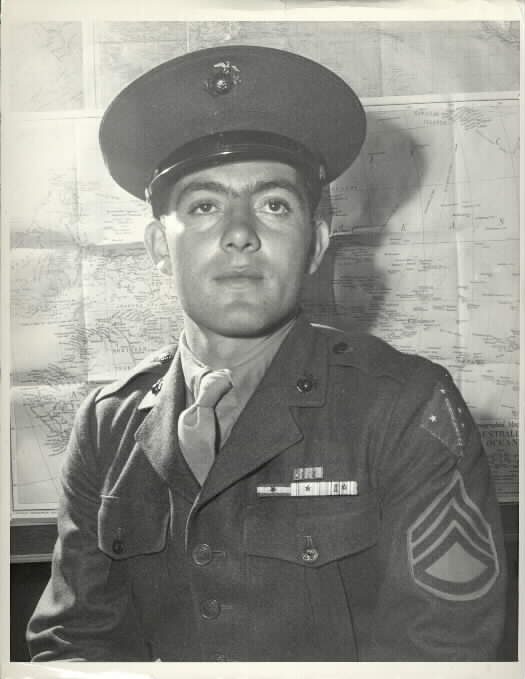
ジョン・バジロン（1942年頃）

ガダルカナルでは、バジロンの前任地がフィリピンでありバジロン自身もマニラでのことばかり話していたため、仲間から「マニラ・ジョン」と呼ばれていた。1942年10月24日のヘンダーソン飛行場の戦いにおいて、バジロンの部隊はおよそ3,000名の日本軍第2師団の猛攻を受けた。米軍重機関銃座に対し日本軍は機関銃、手榴弾、迫撃砲などで正面攻撃を仕掛ける激戦で、バジロンは2箇所の機関銃座を指揮し都合3日間戦い抜いたが15名いた部隊のうち最後まで生き延びたのはバジロンの他2名だけであった。戦闘中バジロンは予備の機関銃も銃座に付けて迫りくる日本兵に対して火線を絶やさないようにし、さらにもう一挺の機関銃の不具合も直して別な銃手を配置につけるなどして交代の部隊が来るまで防衛線を死守した。戦闘が激しさを増し弾薬が底をつき始めた後、バジロンは日本兵に対し45口径の拳銃とマチェテ（山刀）だけで戦った。戦闘が終わるころには、日本軍は事実上壊滅していた。バジロンはこの戦功によってアメリカ軍における最高の栄誉である名誉勲章を授与された。
後にノースカロライナ州ファイエットビル出身のナッシュ・フィリップス上等兵は、ガダルカナルの戦いでのバジロンをこう述懐した。「バジロンは3日間の間、眠らず、休まず、食事もとらずに機関銃を撃ちつづけた。銃座について機関銃を撃つだけでなく拳銃も使って日本兵を散々な目にあわせていた。」

### 戦時国債ツアーと結婚
名誉勲章を授与されたバジロンは本国に帰国し、戦争英雄として戦時国債購入キャンペーンツアーに駆り出された。バジロンの帰国は大々的に宣伝され、故郷の町では栄誉を称えるパレードも行われた。この帰国パレードは1943年9月19日の日曜日に行われ、何千人もの一般市民に加え有名人や全国紙記者もパレードに参加し、全国ニュースとしてライフ誌やFOX ・ムービートーン・ニュースで報道された。パレードの後は戦時国債を売る為全国をまわり、有名人としてのステータスも得た。だがバジロンはこうして人々に称賛されることをありがたく思いつつも、何か場違いな気持ちもあり、戦場に戻って戦うことを軍に希望した。海兵隊はその要望を退け「君は国内戦線でこれからもっと必要とされる存在だ」と説き、金一封を出すことも提案したがバジロンはこれを受けつけず、指導教官の職を提案されたが同じ様に断った。バジロンは再度戦場に戻ることを申し出、ようやく許可が下りた。1943年12月27日、訓練の為カリフォルニア州ペンドルトン基地（キャンプ・ペンドルトン）に赴任したが、このペンドルトン基地駐留中にバジロンは海兵隊婦人予備隊軍曹で将来の妻となるリーナと出会っている。二人は1944年7月10日カリフォルニア州オーシャンサイドにあるセント・メアリー・スター・オブ・ザ・シー教会で結婚式を挙げ、カールスバッドホテルで披露宴を行った。ハネムーンの行先はオレゴン州ポートランドにあるリーナの両親のタマネギ農場であった。この後バジロンは太平洋戦線に戻ることを軍に要求し、承認された。

### 硫黄島

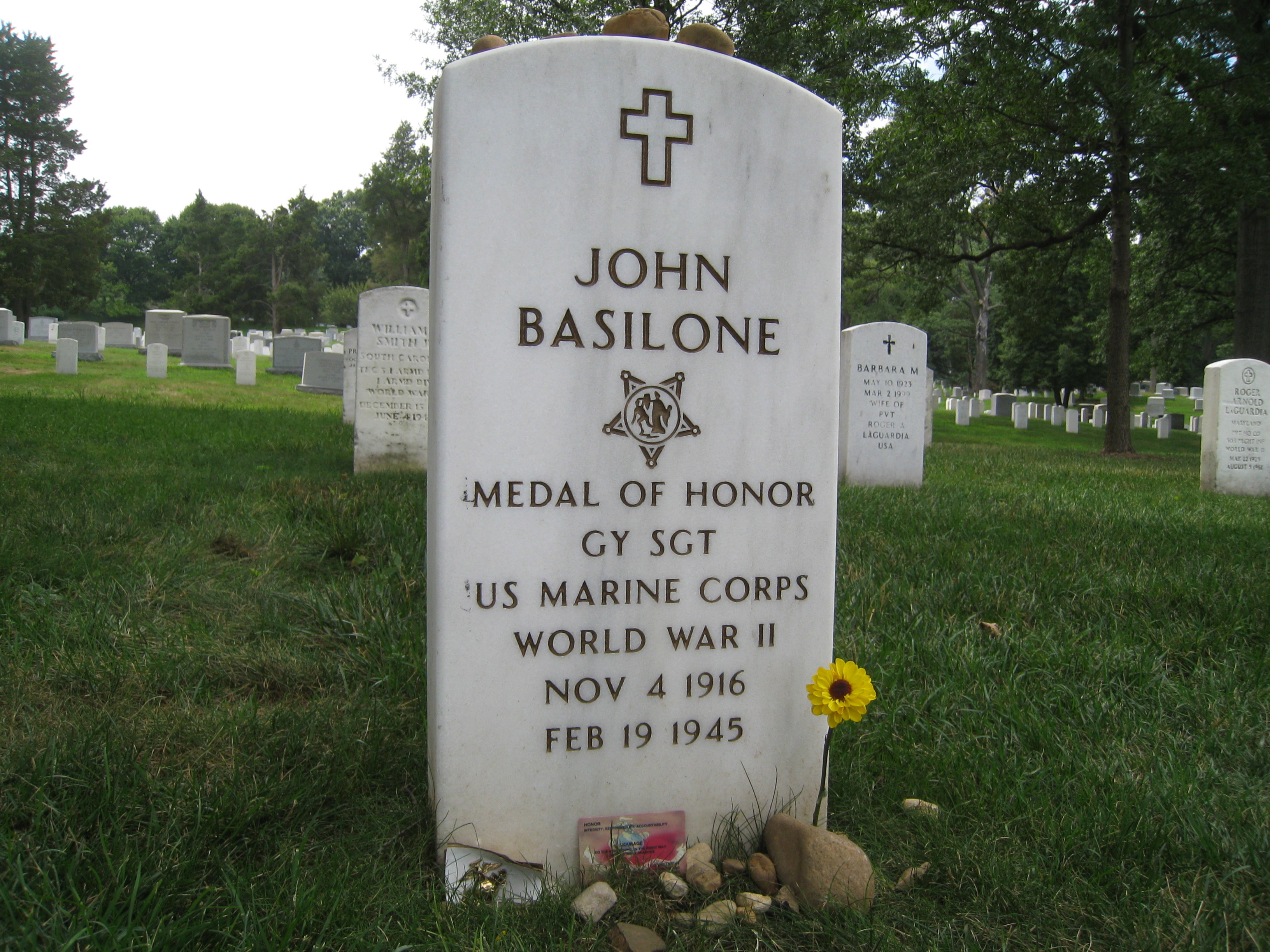
アーリントン国立墓地にあるバジロンの墓碑。

前線への復帰が認められたバジロンは、硫黄島侵攻目前に第5海兵師団第27海兵連隊第1大隊C中隊（チャーリー・カンパニー）に配属された。1945年2月19日の作戦当日は、機関銃分隊長として硫黄島レッド2区（レッド・ビーチ2）に上陸したが、硫黄島は要塞化されており、日本軍は米軍が上陸して内陸部に侵攻する地点に集中砲火を浴びせた。部隊は身動きがとれなくなったが、バジロンは単独で日本軍陣地の脇を突破、防御陣地（トーチカ）の上に乗って手榴弾や爆弾などで攻撃するなどして、たった一人で敵陣地を破壊し、守備していた日本軍部隊を壊滅させた。続いてバジロンは千鳥飛行場（米側呼称：Airfield Number 1）方面に向かい、激しい迫撃砲・重砲火のなか、地雷原に嵌った米軍戦車を支援し安全な場所まで誘導した。次いで、飛行場の端に沿って移動しようとしたところ迫撃砲弾の金属片を喰らい、戦死した。
バジロンの行動は、海兵隊が日本軍の防衛線を突破する一助となり侵攻初期段階での上陸地点への攻撃を減免させたと評価された。この勇敢な行為に対し、死後バジロンには海軍で2番目に栄誉ある海軍十字章が授与され、バージニア州アーリントン郡にあるアーリントン国立墓地に埋葬された。未亡人となったリーナ・バジロンは1999年6月11日に86歳で死去し、カリフォルニア州リバーサイド国立墓地に埋葬されているが、リーナの墓銘には「彼女は再婚しなかった（she never remarried）」と刻まれている。

## 受章
| A light blue ribbon with five white five pointed stars |  |  |
|                                                        |  |  |
|                                                        |  |  |

| 名誉勲章                             | 名誉勲章                             | 名誉勲章                                                | 海軍十字章                                              | 海軍十字章                                          | 海軍十字章                                          |
| パープルハート章                     | パープルハート章                     | 殊勲部隊章 Presidential Unit Citation                   | 殊勲部隊章 Presidential Unit Citation                   | 米国国防従軍記章 American Defense Service Medal     | 米国国防従軍記章 American Defense Service Medal     |
| 戦没従軍記章 American Campaign Medal | 戦没従軍記章 American Campaign Medal | アジア太平洋戦没従軍記章 Asiatic-Pacific Campaign Medal | アジア太平洋戦没従軍記章 Asiatic-Pacific Campaign Medal | 第二次世界大戦戦勝記念章 World War II Victory Medal | 第二次世界大戦戦勝記念章 World War II Victory Medal |

### 名誉勲章感状
フランクリン・ルーズベルト大統領署名による名誉勲章感状の内容は以下のとおり:
アメリカ合衆国大統領は、アメリカ合衆国議会の名において以下の者に名誉勲章を授与する。
ジョン・バジロン 

アメリカ合衆国海兵隊
以下の感状にその功績を示す。

1942年10月24日および25日、第1海兵師団第7海兵連隊第1大隊所属としてソロモン諸島ガダルカナル島ルンガ地区で行われた敵日本軍との戦闘において示された、義務として要求される以上の類稀なる英雄的行為とその際立った勇敢さをここに称える。
バジロン軍曹は、敵軍が海兵隊防衛陣地に繰り返し攻撃をかける中重機関銃分隊2個分隊を指揮し、敵軍の決然たる猛攻を阻止するため果敢に戦った。
日本軍の凄まじい正面攻撃を受け敵手榴弾及び迫撃砲攻撃によって機関銃を破壊された上、バジロン軍曹指揮下の分隊は銃手も含め2名を残して死傷し戦闘継続が不可能な状態となったが、バジロン軍曹は予備の機関銃を銃座に据えて銃撃を再開させつつ、敵軍の絶え間ない砲火の下、別の1挺を修理して自ら銃手となり交代の部隊が来るまでの間敢然と前線を維持し続けた。やがて弾薬が底をついて補給も途絶えた際、バジロン軍曹は敵兵の執拗な攻撃に遭い自らの生命を多大な危険にさらしながらも、敵陣を突破して味方銃手の必要とする弾薬を持ち帰り、結果として敵日本軍の連隊を実質的に殲滅させることに大いに貢献した。

その偉大なる武勇と勇気ある自発的行動は、アメリカ合衆国海軍最高の伝統に適うものである。

### 海軍十字章感状
アメリカ合衆国大統領は、戦死した以下の者に海軍十字章を授与する。
ジョン・バジロン 

アメリカ合衆国海兵隊
以下の感状にその功績を示す。

1945年2月19日、火山列島硫黄島での敵日本軍との交戦において、第5海兵師団第27海兵連隊第1大隊C中隊機関銃分隊隊長として示した比類なき英雄的行為を称えて。
上陸後直ちに戦術的状況を的確に見極め、全面的に要塞化された日本軍防衛陣地からの集中砲火から味方中隊の前進を助けたバジロン1等軍曹は、果敢にも敵重砲の砲撃を潜り抜け、側面から敵防御陣地の屋根に上がって手榴弾及び爆弾の攻撃を加え、独力で敵防御陣地を無効化しその守備部隊を壊滅させた。如何なる時も大胆不敵にして積極果敢であった軍曹は、戦闘の行われている浜を乗り越え、坂を上ってエアフィールド・ナンバー1（千鳥飛行場）へ向かい、炸裂する敵砲弾に幾度も身をさらしながら敵地雷原で身動きが取れなくなった友軍戦車を冷静に支援し、絶え間ない迫撃砲及び重砲火のなか圧倒的な敵火力をものともせず味方大型車両を危険地帯から安全な場所へ巧みに誘導した。常に最前線に立ち豪胆で鉄の意志をもって前進を続けたが、飛行場の脇を移動中敵迫撃砲弾の炸裂を受け即死した。
勇敢で不屈の精神を持ったバジロン軍曹は、その恐れを知らぬ自発的行動、傑出した技能、そして狂信的敵軍に対峙した際の勇気ある自己犠牲の精神によって、戦闘初期の危機的な局面において所属中隊を進軍させることに大いに貢献した。この苦しい戦いの間中自らの責務を揺らぎなく果たしたその姿勢は戦友達を感化し、軍曹自身と合衆国海軍に最高の栄誉をもたらした。バジロン軍曹は祖国のために奉仕し、その命を祖国に捧げた。
アメリカ合衆国大統領代理

ジェームズ・フォレスタル

アメリカ合衆国海軍長官

## その他の栄誉

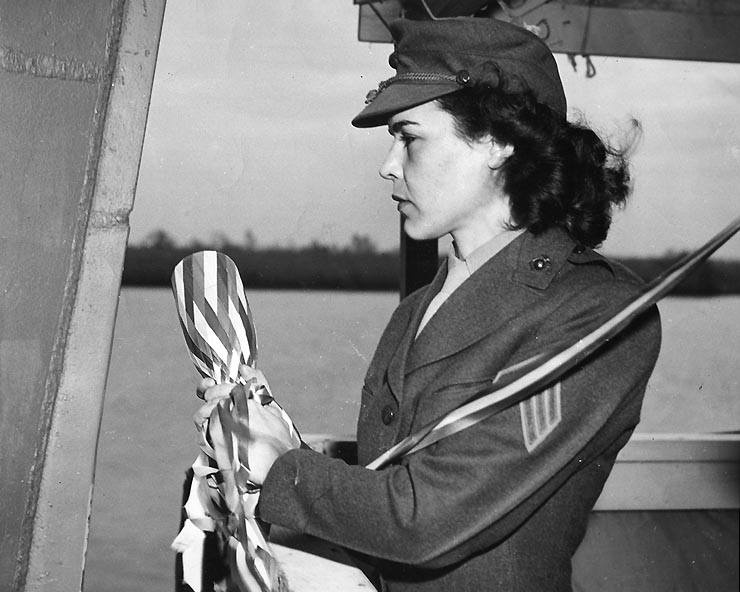
ジョン・バジロン軍曹の未亡人、リーナ・バジロン軍曹。1945年12月21日USSバジロン命名・進水式にて

バジロンは勲章以外にも様々な形で栄誉を受けた。切手、記念碑が作られ、米海軍の駆逐艦名、建物名などにバジロンの名が付けられた。サンディエゴのリトルイタリー（イタリア人街）にはバジロンに由来する「ピザ・バジロン」というピザ屋もある。またモントクレア州立大学は学生寮にバジロンの名を付けている。

### 駆逐艦バジロン
1949年、アメリカ合衆国海軍はギアリング級駆逐艦バジロン（USS Basilone DD-824）を就役させた。同艦は1945年7月7日テキサス州オレンジで起工し、1945年12月21日に未亡人となったリーナ・バジロン軍曹主催で命名・進水式が行われた。
2016年、アメリカ合衆国海軍は建造中のアーレイ・バーク級ミサイル駆逐艦（DDG-122）にジョン・バジロンと命名する事を発表した。同艦は2020年1月に起工し、2024年11月に就役した。

### 海兵隊施設
米海兵隊では、州間高速道路5号線から海兵隊基地キャンプペンドルトンの入り口への道路の名前に「バジロン・ロード（Basilone Road）」、基地の敷地内を通る高速道路5号線の部分に「ジョンバジロン砲兵軍曹記念ハイウェイ（Gunnery Sergeant John Basilone Memorial Highway）」、そしてパラシュート降下地域（ドロップ・ゾーン）に「バジロン・ドロップ・ゾーン（Basilone Drop Zone）」など、基地内の施設にバジロンの名をつけている。

### 民間施設

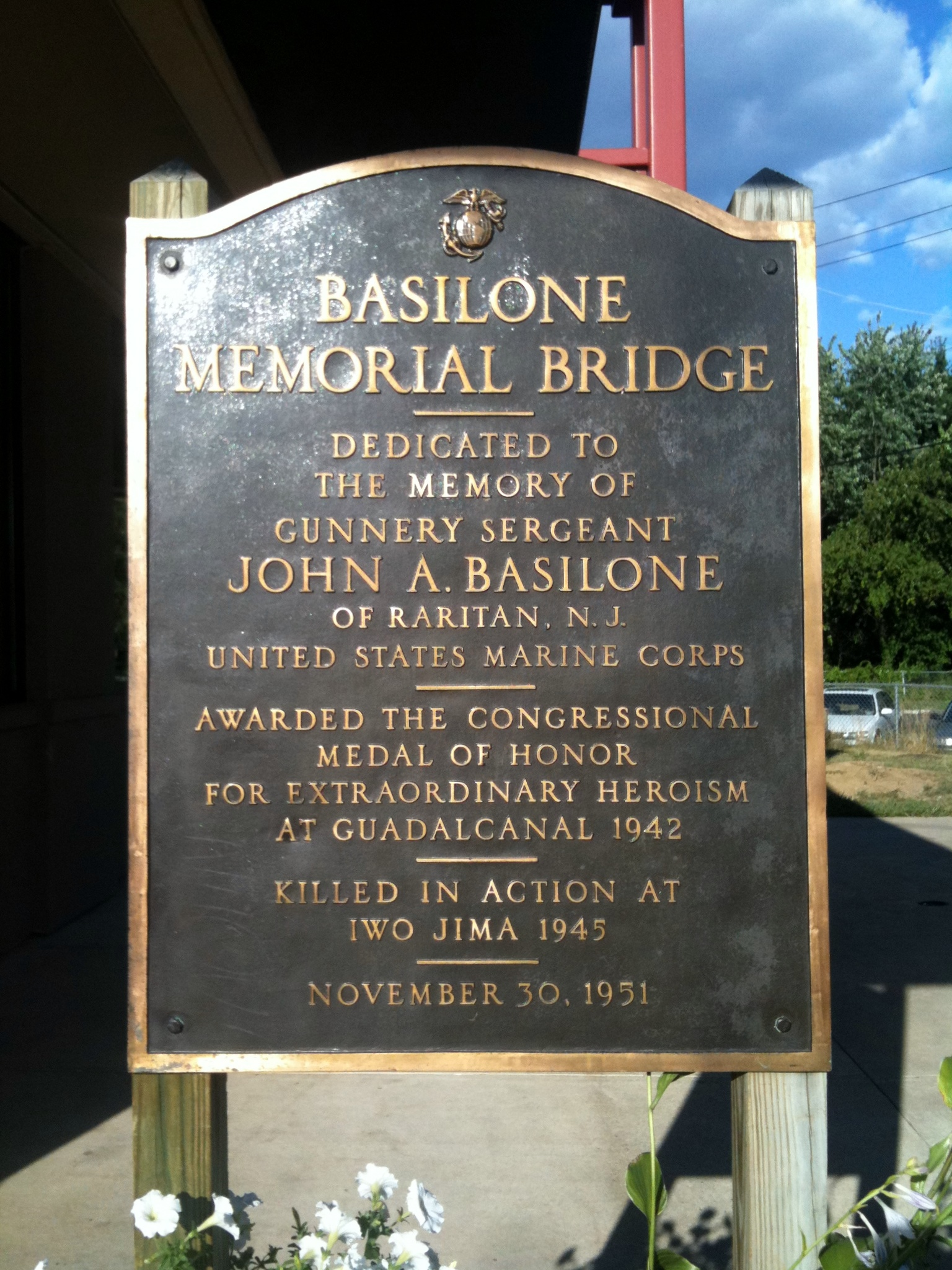
ラリタン川にかかる「バジロン・ブリッジ」の記念碑

海兵隊施設にその名を残す栄誉を与えられたバジロンであるが、それに加えて多種多様な民間施設にもバジロンに因んだ名前がつけられた。例えば、ブリッジウォーター＝ラリタン高校のフットボール場は「バジロン・フィールド」と名付けられ、競技場横にある付属建物の壁面にはバジロンの肖像が描かれている。また、バジロンの故郷ニュージャージー州ラリタンにあるコロンブス騎士会（ Knights of Columbus ）の支部は、バジロンを称えて支部名を 13264 Sgt. John Basilone Council とした。その他、ニュージャージー州サマービルにあるロータリー交差点の高架交差橋や、ラリタン川にかかるニュージャージー・ターンパイク（有料高速道路）の橋は「バジロン・ブリッジ」と名付けられている。

### その他
2005年11月10日、アメリカ合衆国郵便公社はバジロンを含む4人の海兵隊員が描かれた特殊切手『"Distinguished Marines"（著名な海兵隊員）』を発行した
。バジロンの他の3名は、ジョン・レジューン（John Lejeune）、ダニエル・ダリー（Daniel Daly）、そしてドラマ『ザ・パシフィック』でも描かれたルイス・"チェスティ"・プラーである。

#### ザ・パシフィック（TVドラマ）
2010年に日米で放映されたHBO制作のテレビドラマ『ザ・パシフィック』では、3人の主人公のうちの一人としてバジロンが描かれている。バジロン役はジョン・セダが演じた。